# Carpolestidae
Carpolestidae — родина приматоподібних Plesiadapiformes, які були поширені в Північній Америці та Азії з середини палеоцену до раннього еоцену. Як правило, вони характеризуються двома великими верхніми задніми премолярами та одним великим нижнім заднім премоляром. Вони важили приблизно 20–150 г і були розміром з мишу. Хоча вони походять із ряду Plesiadapiformes, який, можливо, дав початок ряду приматів, карполестиди надто спеціалізовані та похідні, щоб бути предками приматів.
Історично вважалося, що майже двадцять видів, включених до родини, з часом породжували один одного лінійним і прямим чином. Досі сьогодні широко припускають, що Elphidotarsius з середини до пізнього палеоцену дав початок Carpodaptes, який жив у пізньому палеоцені, а згодом дав початок Carpolestes з раннього еоцену. У результаті їх використовували як біостратиграфічні індикатори в різноманітних палеонтологічних розкопках. Однак філогенетичну картину ускладнило відкриття в Азії як предкових, так і похідних карполестид в одному стратиграфічному шарі.